# Drums Across the River
Drums Across the River is een Amerikaanse western uit 1954, geregisseerd door Nathan Juran. Audie Murphy en Walter Brennan vervulden de hoofdrollen in deze film.

## Verhaal
Gary Brannon (Audie Murphy) is een rustige huiseigenaar, die een rustig bestaan leeft met zijn vader Sam (Walter Brennan).
Frank Walker (Lyle Bettger) hoopt op de openstelling van het Indianenterritorium van de Utes om het voor goudmijnontginningen te kunnen gebruiken en probeert te stoken in een oorlog tussen de Utes en de lokale blanken, terwijl hij een goudzending steelt en de schuld op de jonge Brannon legt.

## Rolverdeling
| Acteur         | Personage      |
| -------------- | -------------- |
| Audie Murphy   | Gary Brannon   |
| Walter Brennan | Sam Brannon    |
| Lyle Bettger   | Frank Walker   |
| Lisa Gaye      | Jennie Marlowe |
| Hugh O'Brian   | Morgan         |
| Mara Corday    | Sue Randolph   |